# Myospila argentata
Myospila argentata är en tvåvingeart som först beskrevs av Walker 1856.  Myospila argentata ingår i släktet Myospila och familjen husflugor. Inga underarter finns listade i Catalogue of Life.